# College (2008)
College (bra: Colegiais em Apuros; prt: College) é um filme estadunidense lançado em 2008 do gênero comédia estrelado por Drake Bell, Andrew Caldwell e Kevin Covais, sendo dirigido pela estreante Deb Hagan. Foi lançado em 29 de agosto de 2008 nos Estados Unidos pela Metro-Goldwyn-Mayer; no Brasil foi distribuído pela California Filmes.
O filme segue três alunos do último ano do ensino médio que passam o fim de semana visitando a Fieldmont University para orientação de calouros e se envolvem em diversas confusões.
Se tornou um fracasso tanto crítico quanto comercial, arrecadando um pouco mais de US$ 6 milhões nas bilheterias em todo o mundo contra seu orçamento de US$ 7 milhões.

## Enredo
Depois que Kevin, um aluno do último ano do ensino médio, é abandonado por sua namorada Gina por ser muito chato, ele não quer ir ao fim de semana de orientação para calouros na Universidade Fieldmont, que eles planejavam frequentar juntos. No entanto, os melhores amigos de Kevin, o gordo Carter e o nerd Morris, o convencem de que o fim de semana fora o ajudará a esquecer Gina, tendo sido informado por seu amigo Fletcher sobre um fim de semana visitando seu irmão no campus, no qual ele transou com três garotas da faculdade ao mesmo tempo. Isso convence Kevin a ir para Fieldmont para orientação de calouros para provar à sua agora ex-namorada Gina que ele pode ser divertido em vez de chato.
Uma vez lá, os garotos inicialmente tentam se hospedar em um dormitório de faculdade com um colega de quarto que carrega um enorme fetiche por pornografia animal, mas Carter os convence a ficar na fraternidade onde seu primo era membro, que é a fraternidade mais turbulenta do campus. Ao chegarem lá, os membros da fraternidade fingem aceita-los e os levam para festas que os jovens pensam que irão se dar bem, quando na verdade são submetidos a diversos trotes nojentos promovidos pelos membros da fraternidade Teague, Bearcat e Cooper. Durante uma dessas festas, os rapazes conhecem as garotas Kendall, Heather e Amy, tornando-se seus interesses românticos. Mas uma vez que Teague se sente ameaçado pelo novo relacionamento de Kevin com Kendall, que é ex-namorada de Teague, ele cria trotes cada vez mais humilhantes contra os garotos para força-los a irem embora da faculdade. O trio decide se vingar não só por terem arruinado o fim de semana deles, mas também por terem feito Morris perder sua bolsa de estudos e por acabarem com qualquer chance de Kevin de estudar em Fieldmont.
Após a vingança dos garotos, Teague não apenas tem problemas com a polícia, como também tem seu carro vandalizado (assim como ele fez anteriormente com o carro de Kevin), Bearcat é colado no vaso sanitário do banheiro e Cooper é colado nu com fita adesiva em uma estátua (assim como Kevin também foi). O trio se despede da faculdade com Kevin iniciando um relacionamento com Kendall e Morris iniciando com Heather, enquanto Carter transa com Amy no carro pichado de Kevin. Depois que Kevin enviou a Gina um vídeo dele se divertindo em uma festa em Fieldmont, ela pede que ele volte com ela, mas ele recusa. Kevin conta a seus amigos sobre um novo fim de semana de outra faculdade que eles poderão visitar; embora os pais de Morris o põem de castigo por ter perdido sua bolsa de estudos, ele diz que pode fugir para ir com eles.

## Elenco
- Drake Bell como Kevin Brewer
- Andrew Caldwell como Carter Scott
- Kevin Covais como Morris Hooper
- Ryan Pinkston como Fletcher
- Haley Bennett como Kendall Hartley
- Nick Zano Garrison como Tony 'Teague'
- Zach Cregger como Montague Cooper
- Gary Owen, como Miller Bearcat 'Brian
- Camille Mana como Gellar Heather
- Nathalie Walker como Amy Steward
- Alona Tal como Gina Hedlund

## Produção
Muitas das cenas dos atores na universidade foram filmadas no campus da Universidade Tulane em Nova Orleans e na Grace King High School em Metairie, na Luisiana em janeiro de 2007.[carece de fontes?]

## Lançamento e recepção

### Comercial
Lançado em 29 de agosto de 2008, em 2.123 cinemas pela Metro-Goldwyn-Mayer, o filme se tornou um fracasso comercial. Arrecadou US$ 2,6 milhões no fim de semana do feriado de Labor Day. Encerrou seu circuito teatral arrecadando cerca de US$ 4,7 milhões nos Estados Unidos e Canadá e US$ 1,6 milhão em outros territórios, totalizando um faturamento bruto de US$ 6,3 milhões em todo o mundo, contra um orçamento de cerca de US$ 7 milhões.

### Crítica
College também foi amplamente mal recebido pela crítica de cinema especializada. O Rotten Tomatoes reporta uma taxa de aprovação ao filme de apenas 5%, com base em 43 avaliações, dando-lhe uma classificação média de 2,7/10; o consenso crítico do site diz: "Uma pálida imitação das atrevidas comédias de fraternidade de antigamente, College mira baixo e ainda sim consegue errar". No Metacritic, o filme obteve a pontuação 15/100, com base em 11 críticos, indicando "aversão esmagadora".
O crítico de cinema Gary Goldstein, do jornal Los Angeles Times, criticou o "roteiro de surpresas" por enfatizar o humor vulgar e o mau gosto em vez de "inteligência, charme e originalidade", chamando-o de "um festival obsceno e tedioso [...]". Marc Savlov, do tabloide The Austin Chronicle, achou o filme "[...] persistentemente horrível e irritante [...]". Owen Gleiberman da revista Entertainment Weekly avaliou o filme com uma nota "C-", dizendo: "Amigável, mas desdentado, College reúne pouca energia, mesmo como nostalgia de filmes adolescentes antigos que mostram festas anárquicas". Nathan Rabin do The A.V. Club deu-lhe uma nota "D−", dizendo "[É] uma falha de ignição triste determinada a entregar os clássicos testados pelo tempo da comédia universitária da maneira mais superficial e menos satisfatória que se possa imaginar".

### Mídia doméstica
O filme foi lançado em DVD em 27 de janeiro de 2009. O disco inclui a versão teatral do filme e outra estendida sem cortes, bem como um compilado de erros de gravação.